# Laophontella armata
Laophontella armata är en kräftdjursart som först beskrevs av Willey 1935.  Laophontella armata ingår i släktet Laophontella och familjen Tetragonicipitidae. Inga underarter finns listade i Catalogue of Life.